# Floriano Peixoto Vieira Neto
Floriano Peixoto Vieira Neto, né le 22 mai 1954 à Tombos, est un général de division de réserve de l’Armée brésilienne. 
Le 18 février 2019, il est nommé ministre-chef du Secrétariat-Général de la présidence de la république à la place de Gustavo Bebianno par le président Jair Bolsonaro. Il le reste jusqu'au 20 juin 2019.